# (400082) 2006 SC311
(400082) 2006 SC311 es un asteroide perteneciente al cinturón de asteroides, descubierto el 27 de septiembre de 2006 por el equipo del Spacewatch desde el Observatorio Nacional de Kitt Peak, Arizona, Estados Unidos.

## Designación y nombre
Designado provisionalmente como 2006 SC311.

## Características orbitales
2006 SC311 está situado a una distancia media del Sol de 2,614 ua, pudiendo alejarse hasta 3,006 ua y acercarse hasta 2,221 ua. Su excentricidad es 0,150 y la inclinación orbital 2,721 grados. Emplea 1543,70 días en completar una órbita alrededor del Sol.

## Características físicas
La magnitud absoluta de 2006 SC311 es 17,4.